# Ferenc Novák
Ferenc Novák (Budapest, 13 de julio de 1969) es un deportista húngaro que compitió en piragüismo en la modalidad de aguas tranquilas.
Participó en los Juegos Olímpicos de Sídney 2000, obteniendo una medalla de oro en la prueba de C2 500 m. Ganó siete medallas en el Campeonato Mundial de Piragüismo entre los años 1993 y 2003, y tres medallas en el Campeonato Europeo de Piragüismo entre los años 2002 y 2006.

## Palmarés internacional
| Juegos Olímpicos   | Juegos Olímpicos             | Juegos Olímpicos  | Juegos Olímpicos |
| Año                | Lugar                        | Medalla           | Evento           |
| ------------------ | ---------------------------- | ----------------- | ---------------- |
| 2000               | Sídney (Australia)           | Medalla de oro    | C2 500 m         |
| Campeonato Mundial |                              |                   |                  |
| Año                | Lugar                        | Medalla           | Evento           |
| 1993               | Copenhague (Dinamarca)       | Medalla de oro    | C4 500 m         |
| 1994               | Ciudad de México (México)    | Medalla de plata  | C2 1000 m        |
| 1994               | Ciudad de México (México)    | Medalla de oro    | C4 500 m         |
| 1995               | Duisburgo (Alemania)         | Medalla de plata  | C4 1000 m        |
| 1999               | Milán (Italia)               | Medalla de plata  | C2 500 m         |
| 2003               | Gainesville (Estados Unidos) | 03 ! [ n 1 ]      | C4 500 m         |
| 2003               | Gainesville (Estados Unidos) | Medalla de oro    | C4 1000 m        |
| Campeonato Europeo |                              |                   |                  |
| Año                | Lugar                        | Medalla           | Evento           |
| 2002               | Szeged (Hungría)             | Medalla de oro    | C4 1000 m        |
| 2004               | Poznań (Polonia)             | Medalla de oro    | C4 1000 m        |
| 2006               | Račice (República Checa)     | Medalla de bronce | C4 500 m         |

1. ↑  En esta prueba el equipo ruso, ganador de la medalla de oro, fue descalificado al dar positivo por dopaje el piragüista Serguei Uleguin, por lo que al equipo húngaro le fue cambiado el cuarto lugar por el tercero, con la correspondiente medalla de bronce.